# هنر رزم (آلبوم)
هنر رزم (انگلیسی: The Art of War) چهارمین آلبوم از گروه هوی متال و پاور متال سوئدی سبتان است.
این آلبوم بر پایه دانشنامه باستانی چینی، هنر رزم نوشته توسط سون تزو در سده ششم پیش از میلاد است.این دانشنامه ۱۳ بخش دارد که هر کدام به بخشی از جنگاوری می‌پردازد.ترانه‌های آلبوم نیز بر پایه بخش‌های دانشنامه هستند. متن ترانه‌های آن بیشتر بر پایه جنگ جهانی اول و جنگ جهانی دوم است، جایی که از تاکتیک‌های سون تزو استفاده شده بود.